# Sexy Zone
Sexy Zone (セクシーゾーン?, Sekushii Zōn) è una boy band giapponese composta da cinque membri, della scuderia di Johnny & Associates.
Il "xy" di "Sexy Zone" è scritto in rosso.

## Storia
La nascita del gruppo è stata annunciata durante una conferenza stampa il 19 settembre 2011. L'amministratore delegato di Johnny & Associates ha detto che il nome del gruppo è un omaggio alla sensualità di Michael Jackson. I cinque membri del gruppo sono Kento Nakajima, Kikuchi Fuma, Shori Sato, Sou Matsushima e Yo Marius. Successivamente il gruppo è apparso durante l'evento 『帝劇 Johnnys Imperial Theatre Special「Kis-My-Ft2 with ジャニーズJr.」』, dove ha presentato il proprio singolo di debutto Sexy Zone, pubblicato dalla Pony Canyon il 16 novembre 2011. Il brano, utilizzato come canzone giapponese per la Coppa del Mondo femminile di pallavolo 2011 e per la Coppa del Mondo maschile di pallavolo 2011, ha debuttato al primo posto nella classifica dei singoli più venduti in Giappone.

## Membri
| Nome                     | Data di nascita  | Luogo di nascita                 |
| ------------------------ | ---------------- | -------------------------------- |
| Fūma Kikuchi (菊池風磨?) | 7 marzo 1995     | Tokyo, Giappone                  |
| Shori Sato (佐藤勝利?)   | 30 ottobre 1996  | Tokyo, Giappone                  |
| So Matsushima (松島聡?)  | 27 novembre 1997 | Prefettura di Shizuoka, Giappone |

### Ex membro
| Nome                       | Data di nascita | Luogo di nascita     |
| -------------------------- | --------------- | -------------------- |
| Marius Yo (マリウス葉?)    | 30 marzo 2000   | Heidelberg, Germania |
| Kento Nakajima (中島健人?) | 13 marzo 1994   | Tokyo, Giappone      |

## Discografia

### Album
- one Sexy Zone (2012)
- Sexy Second (2014)
- Sexy Power3 (2015)
- Welcome to Sexy Zone (2016)

### Raccolte
- Sexy Zone 5th Anniversary Best (2016)

### Singoli
- Sexy Zone (2011)
- Lady Diamond (2012)
- Sexy Summer ni Yuki ga Furu (2012)
- Real Sexy!/BAD BOYS (2013)
- Bye Bye DuBai〜See you again〜/A MY GIRL FRIEND (2013)
- King & Queen & Joker (2014)
- Otoko never give up (2014)
- Kimi ni HITOMEBORE (2014)
- Cha-Cha-Cha Champion (2015)
- Colorful Eyes (2015)
- Shouri no Hi made (2016)
- Yobisute (2016)

## Programmi televisivi
- Yan Yan JUMP (2011, TV Tokyo)[7]
- Johnnys'Jr. land (2011, Sky Perfect TV)[7][8]
- Waratte iitomo! (2011-2014, Fuji TV)[7]
- Music Station (2011, TV Asahi)[9][10]